# Radical Jewish Culture
Radical Jewish Culture (pol. Radykalna Kultura Żydowska) - ruch muzyczny wywodzący się z nowojorskiej sceny awangardowej lat 90. (tzw. New York Downtown). Za jego twórcę i najważniejszego przedstawiciela uważa się powszechnie Johna Zorna, który ogłosił manifest Radical Jewish Culture w 1992 roku podczas monachijskiego festiwalu Art Projekt. 
Jednocześnie jest to nazwa serii wydawnictw muzycznych ukazujących się nakładem Tzadik Records, wytwórni muzycznej należącej do Zorna. Muzyka tworzona w ramach serii łączy ze sobą takie style jak muzyka klezmerska, free jazz, rock, blues, punk, muzyka eksperymentalna i improwizacja.
Do najbardziej znanych przedstawicieli Radical Jewish Culture należą oprócz Johna Zorna m.in. David Krakauer, Marc Ribot, Anthony Coleman i Frank London.
Celem ruchu Radical Jewish Culture jest poszukiwanie odpowiedzi na pytanie, czym jest współczesna kultura żydowska, szczególnie muzyka, a także śledzenie i kształtowanie jej rozwoju. Motywem przewodnim ruchu jest cytat historyka Kabały i mistyka żydowskiego Gershoma Scholema:

There is a life of tradition that does not merely consist of conservative preservation, the constant continuation of the spiritual and cultural possessions of a community. There is such a thing as a treasure hunt within tradition, which creates a living relationship to tradition and to which much of what is best in current jewish consciousness is indebted, even where it was—and is—expressed outside the framework of orthodoxy. [Istnieje życie oparte na tradycji, które nie polega jedynie na konserwatywnej ochronie, ciągłej kontynuacji duchowego i kulturowego dorobku społeczności. W obrębie tradycji istnieje coś takiego jak poszukiwanie skarbów, które tworzy żywy związek z tradycją i któremu zawdzięcza wiele z tego, co najlepsze w obecnej świadomości żydowskiej, nawet tam, gdzie było – i jest – wyrażane poza ramami ortodoksji. ]